# Ponte ferroviario di Peschiera del Garda
Il ponte ferroviario di Peschiera del Garda è un ponte della linea statale Milano-Venezia che scavalca il fiume Mincio nei pressi di Peschiera del Garda.

## Storia e descrizione
La linea ferroviaria, indispensabile per il Lombardo Veneto per scopi militari e civili, venne iniziata sotto il governo austriaco nel 1841. Il ponte, progettato dall’architetto Giambattista Bossi, venne inaugurato nel 1854 ed inglobato nelle fortificazioni; venne costruito in modo che non interferisse con il sistema difensivo della città, che rivestiva un ruolo di importanza strategica. Nello stesso anno venne inaugurata la stazione di Peschiera del Garda.
Il ponte subì un pesante bombardamento durante la seconda guerra mondiale e venne ricostruito.
Presenta sette campate in muratura.

## Galleria d'immagini

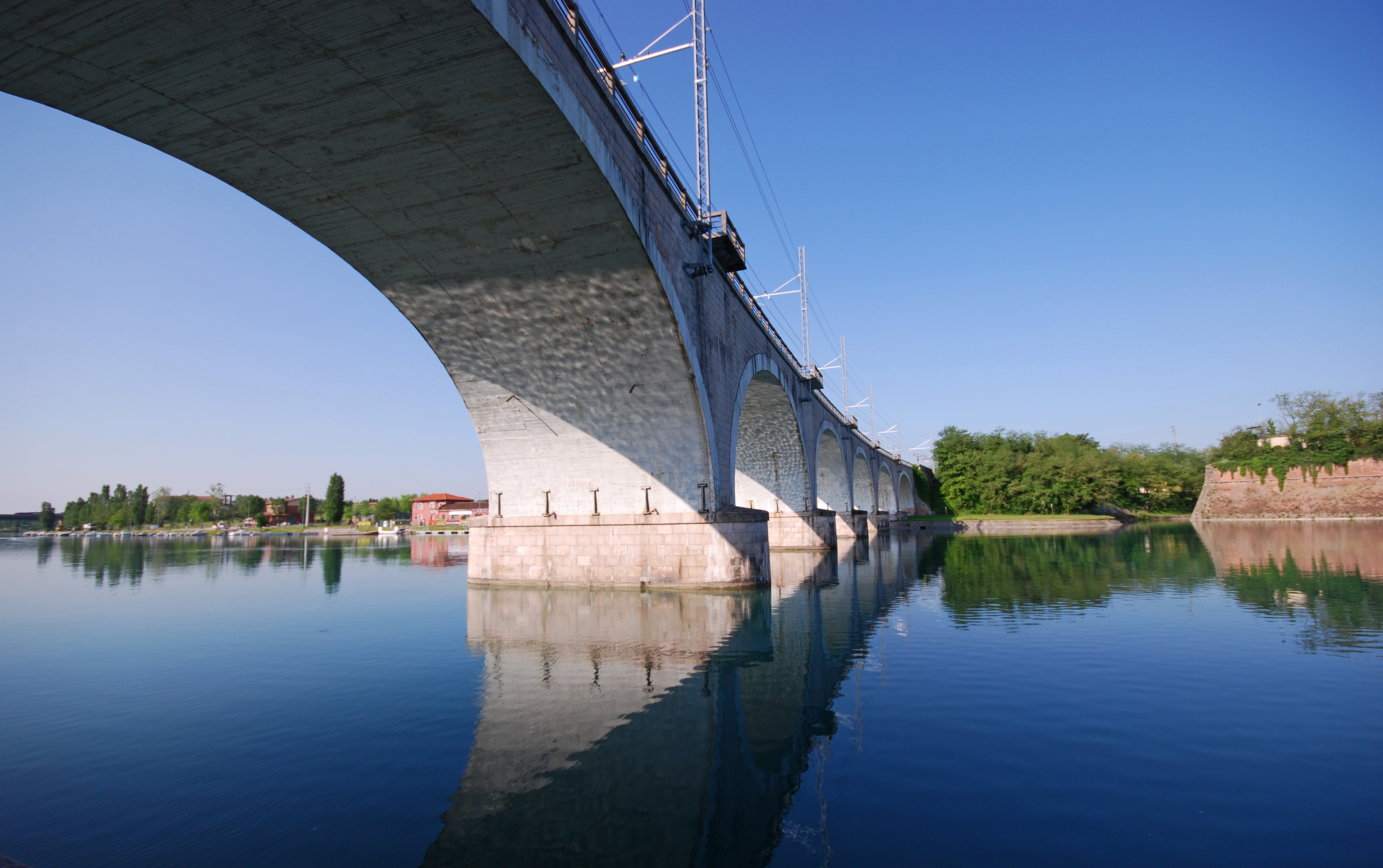
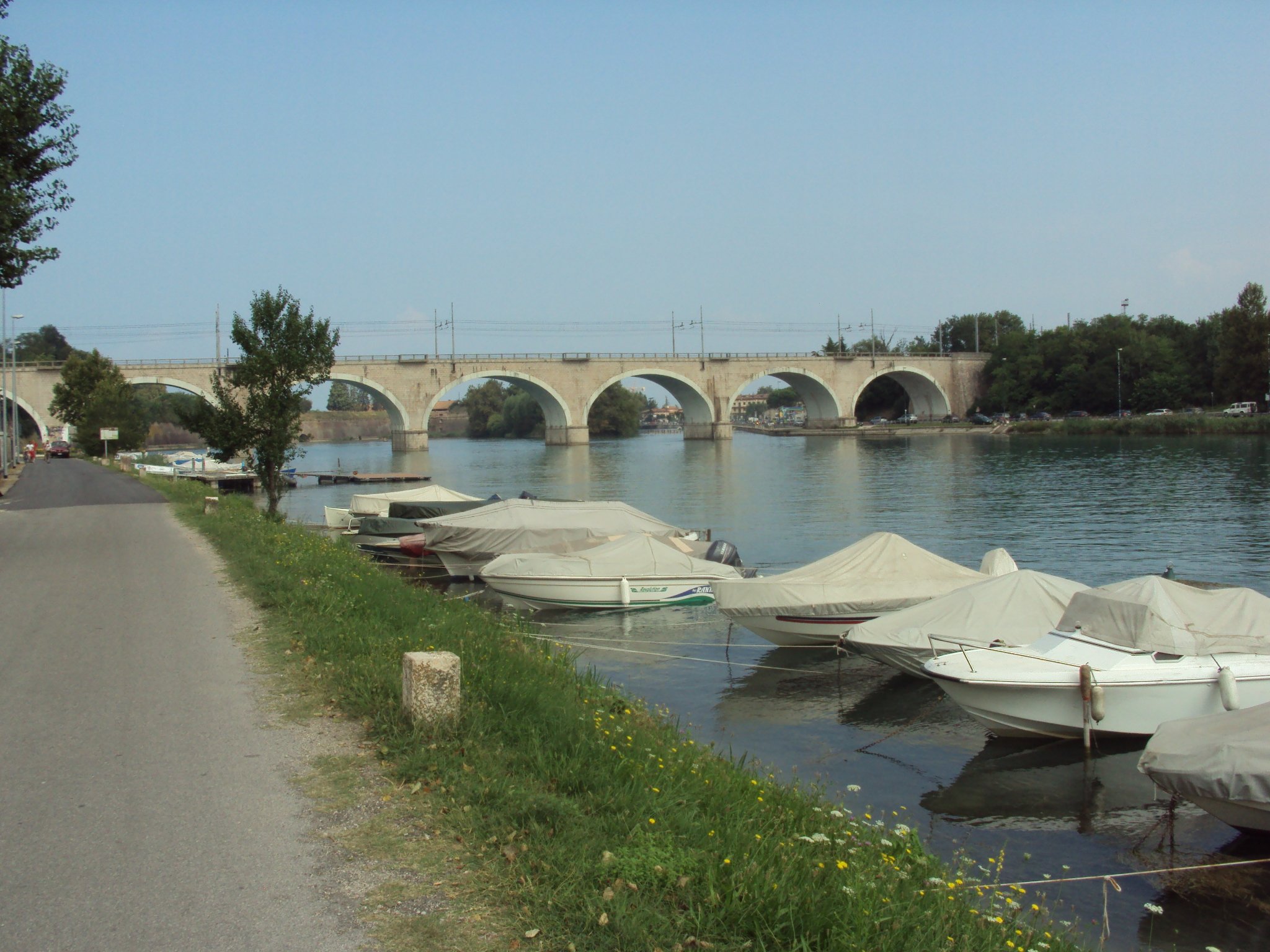
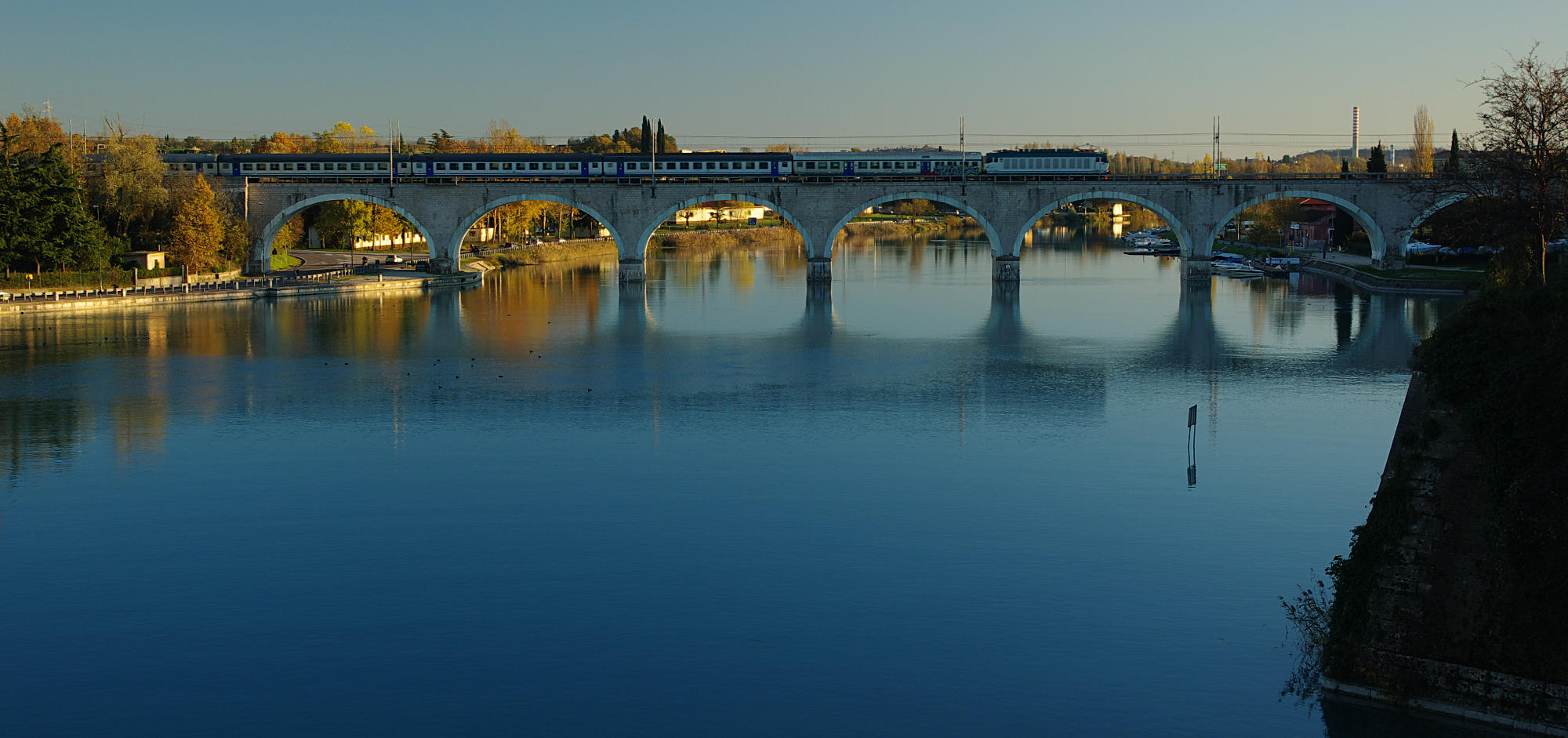
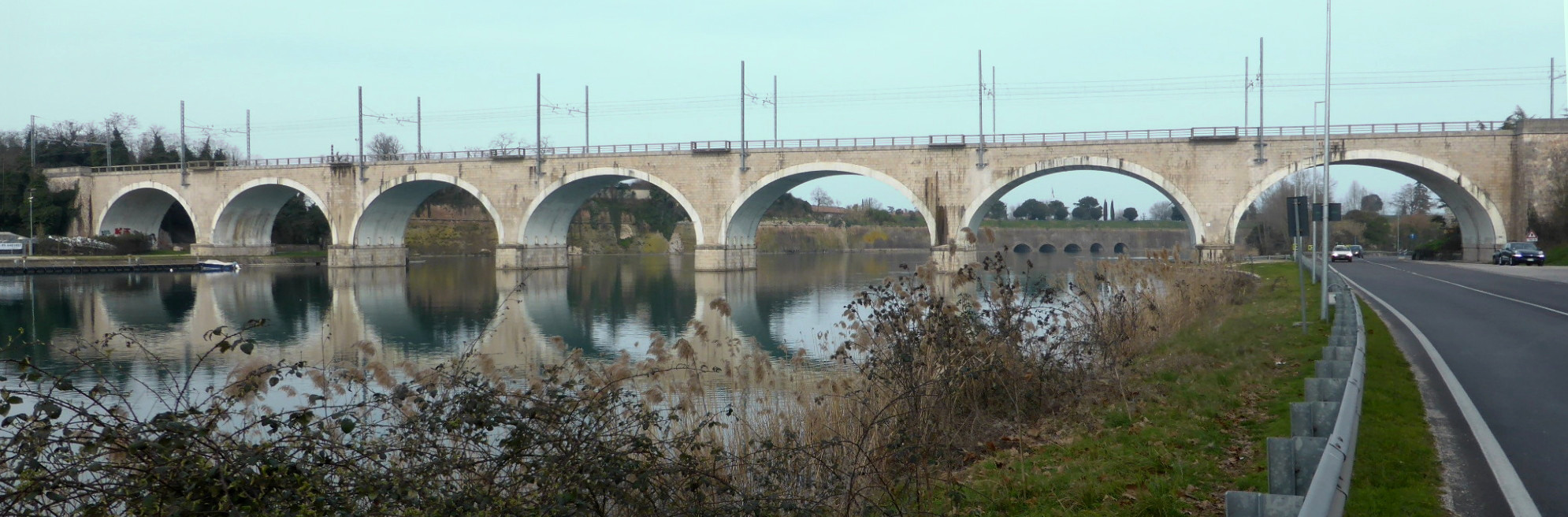